# François Huguet
Pour les articles homonymes, voir Huguet.
François Huguet est un architecte français du XVIIe siècle, affilié à une famille d'architectes français et originaire du comté de Laval, les Corbineau-Houdault. Il meurt vers 1730.

## Origine et famille
François II Houdault est l'époux de Françoise Fayau. Sa fille Catherine, épouse le 20 août 1675, en l'église de la Trinité de Laval François Huguet, fils de feu Jean Huguet et de défunte Anne Vilarde. De François Huguet et Catherine Houdault naquit Jean-François Huguet, baptisé le 29 décembre 1679, il est « ingénieur du Roy ».

## François Huguet

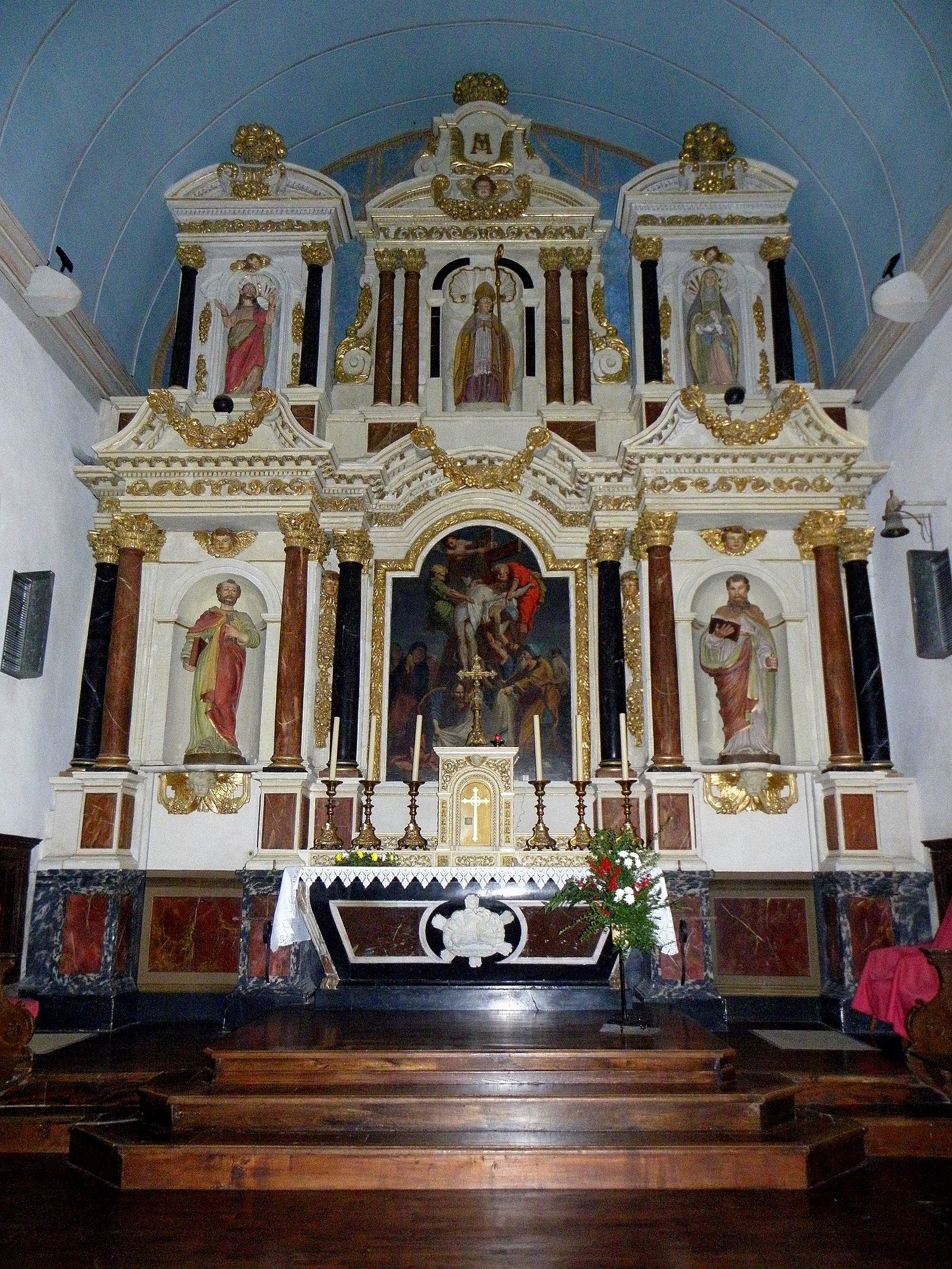
Le maître-autel de l'église Saint-Marse de Bais et son retable lavallois.

Gendre de François Houdault, il reprend à Boistrudan en 1686 le schéma général des retables lavallois des Corbineau et des Houdault. Pour Jacques Salbert, il est possible que le maître-autel de l'église Saint-Marse de Bais appartienne également à son œuvre.
François Huguet compléta le couronnement des tours de la cathédrale de Rennes entre 1679 et 1704, les portant à leur hauteur actuelle de 48 mètres et ajouta sur le fronton au sommet de la façade la devise de Louis XIV (Nec pluribus impar, l’incomparable).
La construction de la nouvelle église Saint-Sauveur de Rennes s'échelonne tout au long du XVIIIe siècle. Huguet décide d'une orientation inverse à la précédente. La première campagne de travaux de 1703 à 1718 débute par le chœur et la croisée du transept. Après l'Incendie de Rennes de 1720, ces parties seront restaurées entre 1721 et 1724.